# YOMIURI PC
YOMIURI PC（ヨミウリピーシー）とは、1996年10月から2009年3月まで、読売新聞東京本社が発行していたパソコン雑誌。

## 概要
1996年10月に創刊。主に初心者のためのパソコン記事を取り上げていた。この点は「ASAHIパソコン」（朝日新聞社）などに似ていた。
読売新聞販売店（通称YC）からの宅配のほか、一般書店でも入手できた。
しかし、パソコンやインターネットの普及で、パソコンに関する情報がインターネットで簡単に入手できるようになったことで存在意義が薄まり、2009年5月号（2009年3月発売）限りで休刊となった。
この雑誌の休刊に伴い、読売新聞（読売新聞東京本社）が発行する雑誌は「大相撲」のみとなったが、これも2010年9月号限りで休刊している。

## 歴史
- 1996年10月 - 創刊
- 2009年3月 - 休刊